# Slaget vid Ronaldsway
Slaget vid Ronaldsway var ett slag mellan Skottland och Isle of Man. Det stod den 8 oktober 1275 i området Ronaldsway på Isle of Man. Slaget var det sista försöket att för den nordiska kungadynastin Sudreyar att behålla Isle of Mans krona. Skottarna, under Alexander III av Skottland, vann slaget.
Isle of Mans armé förlorade 537 man inklusive den sista nordiska kungen över ön, Godfred VI Magnusson. De återstående medlemmarna i den kungliga familjen emigrerade till Norge och Isle of Man hamnade under skotskt styre.